# Senato del Wyoming
Il Senato del Wyoming è, insieme alla Camera dei Rappresentanti, una delle due camere che compongono la Legislatura statale del Wyoming. Essa si riunisce nel Campidoglio dello Stato del Wyoming.
La Camera è composta da 31 membri, eletti per un mandato quadriennale ma rinnovati per metà ogni due anni. Non sono presenti vincoli sul numero di mandati. Ognuno di essi rappresenta un distretto che comprende circa 18 880 abitanti.

## Leadership del Senato
Il Wyoming, come l'Arizona, il Maine e l'Oregon hanno tolto al vice governatore il compito di presidente del Senato.